# Gornja Lastva
Gornja Lastva (en serbe cyrillique : Горња Ластва) est un village du sud-ouest du Monténégro, dans la municipalité de Tivat.

## Démographie

### Évolution historique de la population
| 1948 | 1953 | 1961 | 1971 | 1981 | 1991 | 2003 |
| ---- | ---- | ---- | ---- | ---- | ---- | ---- |
| 233  | 186  | 153  | 94   | 42   | 13   | 6    |